# Rickard Sarby
Erik Rickard Sarby (ur. 19 września 1912 w Dannemora, zm. 10 lutego 1977 w Uppsali) – szwedzki żeglarz sportowy. Brązowy medalista olimpijski z Helsinek.
Żeglarstwem interesował się od dzieciństwa. Zaczynał od ożaglowanych kajaków. Stopniowo zaczął sam konstruować łodzie, na których pływał. Był konstruktorem łodzi żaglowej klasy Finn (zgłoszonej na konkurs mający wyłonić jednoosobową łódź olimpijską na igrzyska w Helsinkach) i to w niej zajął w 1952 trzecie miejsce (wyprzedzili go Duńczyk Paul Elvstrøm i Brytyjczyk Charles Currey). W 1948 zajął czwarte miejsce w klasie (jednoosobowej) Firefly, a w 1956 był piąty w Finnie.
IFA (Międzynarodowy Związek Klasy Finn) przyznał mu w 1969 honorowy tytuł Admirała Floty Finn.
Pochowany został w Uppsali.